# Argenteus
Argenteus (lat.: srebren), opći naziv za rimski srebreni novac (denarius, quinarius i dr.). Godine 294. obnovio je Dioklecijan ponovno srebrni denar od čistog srebra, težak 3,41 g, koji se je održao sve do Valentinijana II. Uz Argenteus kovan je i poluargenteus od 294. pa do oko 324. u malim količinama. Težio je 1,70 g, a kovan je od čistog srebra.